# Mimi Blais
Pour les articles homonymes, voir Blais.
Mimi Blais est une pianiste canadienne-française aussi compositrice et comédienne ayant développé un intérêt particulier pour la musique ragtime et les prestations de fantaisie. Elle a été souvent appelée la « Victor Borge féminine » ou la « Céline Dion du clavier », ou la « Liberace canadienne-française » mais elle est particulièrement fière de porter le titre de « Reine du ragtime » .

## Sa vie et sa carrière
Mimi Blais est née à Sillery, Québec et elle a commencé à jouer du piano à l'âge de 7 ans. Elle donnait son premier concert à l'âge de 9 ans. Ses études en musique classique se sont poursuivies dans la ville de Québec, au Conservatoire de musique et d'art dramatique du Québec où elle étudie auprès de Nadia Strycek et de Christiane Sénart, de 1970 à 1977. Puis, elle poursuit ses études à Montréal à l'Université McGill où elle reçoit les enseignements de Dorothy Morton, de Louis-Philippe Pelletier ainsi que Kendall Taylor et Menahem Pressler. Elle a alors rapidement enrichi son style en pratiquant diverses formes de musiques: le folk, le jazz, le moderne, le blues, le tango et surtout le ragtime. Durant ses études, elle fut soliste à l'Orchestre Symphonique de McGill et à la Symphonie d'instruments à vent de McGill alors qu'elle s'exécute dans le Concerto  pour piano no 1 de Tchaïkovski et Rhapsody in Blue de Gershwin. Pendant ses années de participation aux Jeunesses Musicales Canada (CMC), de 1980 à 1992, elle accompagna plusieurs artistes, dont les percussionnistes Marie-Josée Simard et Sylvain Grenier. En 1989, elle adapta un recueil pour piano de Pierre Vellones (1930), recueil qui s'intitulait Au Jardin des Bêtes sauvages. Plus particulièrement, en janvier 1990, la carrière de Mimi Blais prit un virage important, alors qu'elle donnait un concert intégralement ragtime à la Place des Arts de Montréal. Puis, sa réputation l'amena à donner de nombreux concerts de ragtime en plusieurs endroits au Canada, aux États-Unis et à travers le monde, notamment en Norvège, en Hongrie  et en Belgique.
En 2005-2006, Mimi Blais reçut une bourse du Conseil des Arts du Canada pour une recherche sur le ragtime canadien.

## Ses enregistrements
Elle a enregistré dix albums de musique de piano de divers compositeurs incluant ses propres compositions et celles de Scott Joplin, Tom Turpin, Eubie Blake, Zez Confrey, Jean-Baptiste Lafrenière, André Gagnon, Cecil Macklin, Joseph Lamb, George Gershwin, Dave Brubeck, Ludovic Lamothe, Claude Debussy. Voici la liste de ses albums :
- Ragtime (1992)
- Geraldine (1993)
- Taxi (1998)
- Old Rags - New Rags (2000)
- Made in Quebec (2002, avec la participation de la violoniste Sophie Rivard)
- Sunday Morning (2004)
- Mimi Blais Plays André Gagnon (ADISQ[6]-2004)
- Once Upon a Rag Time (ADISQ[6]-2005), avec la participation du pianiste John Petley)
- Life Is A Dream (2006), qui inclut de la musique classique et quelques compositions récentes de Mimi Blais.
- Silence (2008)
- Interlude (2015)

## Ses compositions
Compte tenu de sa formation classique en musique et de sa préparation à l'écriture musicale, Mimi Blais a produit et édité de nombreuses compositions musicales de style blues ou ragtime ainsi que quelques chansons de style vaudeville:
- Fur Elise, for Elise, poor Elise ... Pauvre Elise!, 1987
- Funky Rag, 1990
- Ma Douce Amie, 1990
- Mimi Ma Biche, 1995
- On My Way Back to Montreal I got the Blues for Memphis Blues, 1998
- La Dinde (The Turkey), 1999
- The Black Cat Blues, 1998
- Le Rag-a-Nat (the Monkey Rag), 1999
- Suite NaÏve en Fa (Sweet Innocence), 1998-1999:
  - La Valse des Grandes Girafes
  - L'Oiseau-Mouche
  - Le Serpent à Tête de Tigre
  - Le Blues du Chat Noir
  - Master Frog Ballet Dancer
  - The Monkey Rag
  - La Dinde
  - Finale
- Sunday Morning Blues, 2002
- Le Retour des Oies Blanches, 1991-1992, rev 2005
- Grands-Doigts, (pour le vaudeville Les Mauvaise Filles, de Nathalie Claude), 2005
- Lili, (chanson), 2005
- Le Rigaudon du Gros Bouton, 2006
- Hope and the Blues, (chanson), 2006
- Je suis une Naufragée, (chanson), 2006

## Style théâtral
Mimi Blais affectionne le style théâtral et elle utilise souvent des costumes pour présenter ou inventer des personnages, rendant ainsi ses concerts plus visuels et animés. Parfois, elle se met à jouer et danser sur scène et le public ne peut même plus la reconnaître vraiment.
Madame Blais a écrit plusieurs spectacles de style "onewoman" qui la mettent en vedette, entre autres : Il était une fois, le Ragtime, qui montre l'importance de la musique ragtime dans l'évolution de la culture américaine et Une après-midi avec Jean-Baptiste Lafrenière, qui offre la découverte des compositions de Jean-Baptiste Lafrenière, l'un des premiers compositeurs canadiens-français de ragtime et surnommé le Strauss National. En 1991, elle présente son deuxième grand spectacle intitulé Soirée des années folles, spectacle qu'elle a écrit, produit et mis en scène. C'est en 1994 qu'elle joue au théâtre du Rideau Vert dans la pièce Héliotropes de Michel Garneau où elle s'exécute comme pianiste dans une maison de prostitution. Puis, en 1996 et 1997, elle s'affiche comme musicienne et comédienne dans le premier spectacle du Cabaret du Casino de Montréal, soit Le Dîner Farfelu de Guy Caron.
Madame Blais a dit que le ragtime est la musique la plus importante en Amérique. Selon elle, « le ragtime est le tronc d'un gros arbre ».